# Хайнрих IV фон Плауен
Хайнрих IV фон Плауен-Мюлтроф 'Млади' (на немски: Heinrich IV 'der Jüngere', Vogt von Plauen-Mühltroff; * ок. 1308 в Плауен; † 14 февруари 1348) от род Ройс е фогт на Плауен с резиденция в замък Мюлтроф.
Той е син на фогт Хайнрих III фон Плауен 'Млади', наричан от 1312 г. „Дългия“ († 1347/1348), капитан, фогт на Плауен (1302 – 1348), от 1304 г. съдия на Егер, и съпругата му Маргарета фон Зееберг († 1332), дъщеря на Албрехт фон Зеебург, бургграф на Кааден и Билин († 1321). Внук е на фогт Хайнрих II фон Плауен († сл. 1309), фогт на Плауен (1274 – 1302), и Катарина фон Ризенбург († пр. 1333). Правнук е на Хайнрих I фон Плауен „Стари“ († 1303) и Аделхайд фон Лобдебург-Лойхтенберг († 1271).
Брат му Хайнрих фон Плауен († 1346) умира в Свещен орден. Сестра му Катарина фон Плауен († 1336) се омъжва пр. 15 май 1318 г. за Хайнрих X/XI фон Вайда († 1363/1366).
През 1325 г. той е командир при маркграф Фридрих II „Сериозния“ от Майсен. През 1348 г, територията е разделена на Мюлтроф („стара линия“) и Плауен („млада линия“).

## Фамилия
Хайнрих IV фон Плауен се жени пр. 18 август 1333 г. за Агнес фон Шлюселберг († 17 август 1354), дъщеря на Конрад II/III фон Шлюселберг († 1347) и Елизабет. Те имат децата:
- Хайнрих V фон Плауен († 7 септември 1363/3 май 1364), фогт на Плауен, господар на Голсен и Мюлтроф, женен ок. 5 февруари 1356 г. за Ирмгард фон Орламюнде († сл. 5 май 1388), дъщеря на граф Хайнрих III фон Орламюнде († 1310/1357) и Ирмгард фон Шварцбург-Бланкенбург († 1354)
- Хайнрих VI фон Плауен (VIII) († 12 април 1368/28 октомври 1369), фогт на Плауен и господар на Плауен (1348 – 1368), женен пр. 5 февруари 1356 г. за Лиутгард фон Кранихфелд († сл. 1376), дъщеря на Херман III фон Кранихфелд († сл. 1362) и Ирмгард фон Кефернбург
- Юта фон Плауен, омъжена на 26 юли 1344 г. във Виленьов, Франция за роднината си Хайнрих 'Млади', шериф на Гера, внук на Хайнрих II фон Гера († 1306/1311), син на фогт Хайнрих IV фон Гера († 1344) и София фон Дорнбург († сл. 1331)

Вдовицата му Агнес фон Шлюселберг се омъжва втори път пр. 14 юли 1352 г. за граф Херман III фон Байхлинген, господар на Обер-Заксенбург († сл. 1377/1378).